# Prosymna pitmani
Prosymna pitmani — вид змій родини Prosymnidae. Ендемік Танзанії. Вид названий на честь герпетолога Чарлза Пітмана.

## Поширення і екологія
Prosymna pitmani мешкають на південному сході Танзанії, на півдні Малаві та на півночі Мозамбіку. Вони живуть у вологих саванах, міомбових рідколіссях та прибережних лісосаванах, зустрічаються на висоті до 900 м над рівнем моря. Ведуть нічний, риючий спосіб життя. Самці відкладають яйця, в кладці 4 яйця.